# Sergei Terekhov
Sergey Yuryevich Terekhov (tiếng Nga: Серге́й Ю́рьевич Те́рехов; sinh ngày 27 tháng 6 năm 1990) là một cầu thủ bóng đá người Nga thi đấu ở vị trí hậu vệ trái cho F.K. Orenburg.

## Sự nghiệp câu lạc bộ
Anh ra mắt chuyên nghiệp tại Russian First Division năm 2008 cho F.K. Dynamo Bryansk.
Anh ra mắt tại Giải bóng đá ngoại hạng Nga vào ngày 17 tháng 10 năm 2009 cho F.K. Dynamo Moskva against F.K. Tom Tomsk.

### Thống kê sự nghiệp
Tính đến 12 tháng 5 năm 2018
| Câu lạc bộ               | Mùa giải             | Giải vô địch         | Giải vô địch | Giải vô địch | Cúp     | Cúp       | Châu lục | Châu lục  | Khác    | Khác      | Tổng cộng | Tổng cộng |
| Câu lạc bộ               | Mùa giải             | Hạng đấu             | Số trận      | Bàn thắng    | Số trận | Bàn thắng | Số trận  | Bàn thắng | Số trận | Bàn thắng | Số trận   | Bàn thắng |
| ------------------------ | -------------------- | -------------------- | ------------ | ------------ | ------- | --------- | -------- | --------- | ------- | --------- | --------- | --------- |
| F.K. Dynamo Bryansk      | 2008                 | First Division       | 30           | 0            | 1       | 0         | –        | –         | –       | –         | 31        | 0         |
| F.K. Dynamo Moskva       | 2009                 | Premier League       | 3            | 0            | 0       | 0         | 0        | 0         | –       | –         | 3         | 0         |
| F.K. Dynamo Moskva       | 2010                 | Premier League       | 0            | 0            | 0       | 0         | –        | –         | –       | –         | 0         | 0         |
| F.K. Khimki              | 2010                 | First Division       | 11           | 0            | 0       | 0         | –        | –         | –       | –         | 11        | 0         |
| F.K. Baltika Kaliningrad | 2011–12              | First Division       | 12           | 0            | 1       | 0         | –        | –         | –       | –         | 13        | 0         |
| F.K. Dynamo Moskva       | 2011–12              | Premier League       | 0            | 0            | 0       | 0         | –        | –         | –       | –         | 0         | 0         |
| F.K. Dynamo Moskva       | 2012–13              | Premier League       | 0            | 0            | 0       | 0         | 0        | 0         | –       | –         | 0         | 0         |
| F.K. Volgar Astrakhan    | 2012–13              | National League      | 12           | 0            | 0       | 0         | –        | –         | –       | –         | 12        | 0         |
| F.K. Volgar Astrakhan    | 2013–14              | National League      | 32           | 4            | 0       | 0         | –        | –         | –       | –         | 32        | 4         |
| F.K. Volgar Astrakhan    | 2014–15              | National League      | 32           | 2            | 1       | 0         | –        | –         | –       | –         | 33        | 2         |
| F.K. Volgar Astrakhan    | 2015–16              | National League      | 31           | 4            | 0       | 0         | –        | –         | 2       | 0         | 33        | 4         |
| F.K. Volgar Astrakhan    | Tổng cộng            | Tổng cộng            | 107          | 10           | 1       | 0         | 0        | 0         | 2       | 0         | 110       | 10        |
| F.K. Dynamo Moskva       | 2016–17              | National League      | 24           | 1            | 2       | 0         | –        | –         | –       | –         | 26        | 1         |
| F.K. Dynamo Moskva       | 2017–18              | Premier League       | 13           | 0            | 0       | 0         | –        | –         | –       | –         | 13        | 0         |
| F.K. Dynamo Moskva       | Tổng cộng (3 spells) | Tổng cộng (3 spells) | 40           | 1            | 2       | 0         | 0        | 0         | 0       | 0         | 42        | 1         |
| F.K. Orenburg            | 2017–18              | National League      | 13           | 4            | –       | –         | –        | –         | –       | –         | 13        | 4         |
| Tổng cộng sự nghiệp      | Tổng cộng sự nghiệp  | Tổng cộng sự nghiệp  | 213          | 15           | 5       | 0         | 0        | 0         | 2       | 0         | 220       | 15        |